# Louis de Cardavac d’Havrincourt
Louis de Cardevac, markis Havrincourt, 20 juni 1707–15 februari 1767, var en fransk diplomat. Han var Frankrikes sändebud i Sverige från 1751 till 1762. 